# Седиментационный анализ
Седиментацио́нный ана́лиз — совокупность методов определения размеров частиц в дисперсных системах и молекулярной массы макромолекул в растворах полимеров по скорости седиментации в условиях седиментационно-диффузного равновесия.

## Седиментационное равновесие
На сферические дисперсные частицы действует сила тяжести, пропорциональная кажущейся (с учётом закона Архимеда) массе:
{\displaystyle P={\frac {4}{3}}r^{3}\pi g\Delta \rho ,}
где {\displaystyle g} — ускорение свободного падения, {\displaystyle \Delta \rho =\rho _{2}-\rho _{1}} — разность плотностей частицы и среды.
Под действием силы {\displaystyle P} частицы начинают ускоренно двигаться, однако при этом на них действует сила сопротивления среды {\displaystyle F}, пропорциональная их скорости {\displaystyle U}, радиусу {\displaystyle r} и вязкости среды {\displaystyle \eta } (закон Стокса):
{\displaystyle F=6\pi U\eta r.}
При возрастании скорости частицы наступает момент, когда сила сопротивления среды {\displaystyle F} уравновешивает силу тяжести {\displaystyle P}, действующую на частицу и после этого момента частица движется с постоянной скоростью седиментации {\displaystyle U}:
{\displaystyle U={\frac {gV\Delta \rho }{6\pi \eta r}},}
где {\displaystyle V={\frac {4}{3}}\pi r^{3}} — объём сферической частицы радиуса {\displaystyle r}.
При осаждении частиц возникает градиент их концентрации, направленный по направлению вектора ускорения, этот градиент приводит к диффузии частиц в направлении их меньшей концентрации, то есть в направлении, обратном направлению седиментации; при этом спустя некоторое время устанавливается динамическое равновесие, когда седиментационный и диффузионный потоки частиц взаимно уравновешиваются — наступает седиментационно-диффузное равновесие, концентрация частиц при таком равновесии описывается барометрической формулой:
{\displaystyle n_{h}=n_{0}\exp \left[-{\frac {aVh\Delta \rho }{kT}}\right].}
где {\displaystyle n_{h}} — концентрация частиц в зависимости от высоты (координаты вдоль которой направлен вектор ускорения), 1/м3;
{\displaystyle n_{0}} — концентрация частиц на высоте (координате) {\displaystyle h=0}, 1/м3;
{\displaystyle a} — модуль вектора ускорения, м/с2;
{\displaystyle V} — объём частицы, м3;
{\displaystyle h} — текущая высота (координата), м;
{\displaystyle \Delta \rho } — разность плотностей частиц и среды, кг/м3;
{\displaystyle k} — постоянная Больцмана, Дж/К;
{\displaystyle T} — абсолютная температура, К.

## Методы седиментационного анализа
Обычно седиментация в гравитационном поле применяется для грубодисперсных систем (суспензий, эмульсий), размер частиц которых превышает 1 мкм. Один из традиционных приборов для этой цели — торсионные весы.
Седиментация в центробежном поле используется для изучения коллоидных систем и растворов полимеров; центробежные ускорения достигают сотен тысяч {\displaystyle g} и реализуются в ультрацентрифугах с частотой вращения ротора до нескольких десятков тысяч об/мин. 
Отношение скорости седиментации к центробежному ускорению (константа седиментации) — важная молекулярно-кинетическая характеристика системы. Она зависит от массы и формы частиц фазы или молекулярной массы макромолекул. Единицей константы седиментации является сведберг, обозначаемый в литературе как большое латинское {\displaystyle S}.
Эти методы позволяют получать как усреднённую характеристику дисперсности, так и кривые распределения частиц по размерам или массам (для полимеров — молекулярно-массовое распределение).